# 湯野上橋
湯野上橋（ゆのかみばし）は、福島県南会津郡下郷町大字湯野上の阿賀川（大川）に架かる下郷町道湯野上館本線の橋長139.2 m（メートル）のローゼ橋。

## 概要
湯野上橋は阿賀川本川が大川ラインと呼ばれる約45 mの深い渓谷に架かり、国道121号と福島県道347号高陦田島線を結んでいる。架設地点はA1橋台直下に会津線が走り、その建築限界が桁下約70 cm（センチメートル）しかなく、A1橋台・A2橋台後方に高圧線が通っている。こうした架設条件からケーブルエレクション直吊り工法が採用された。なお、国鉄線上の下弦材の横桁と下横構はトラッククレーン工法によった。施工にあたってはA2側のケーブルアンカーは玉石交じりに砂礫層が堆積しており、斜度も23度あることから岩盤まで30 m以上掘削してPC鋼材を岩盤に固着するPSアンカーを採用した。
本橋付近は大川ラインや湯野上温泉などの観光名所が多く、本橋自体も名所の1つとなっている。
- 形式 - 鋼下路ローゼ橋
- 活荷重 - 1等橋 (TL-20)
- 橋長 - 139.200 m
  - 支間割 - 138.000 m
- 幅員
  - 総幅員 - 9.800 m
  - 有効幅員 - 8.500 m
  - 車道 - 6.500 m
  - 歩道 - 2.000 m
- アーチライズ - 20.000 m
- 縦断勾配 - 1.6 %
- 床版 - 鉄筋コンクリート
- 下部工 - ラーメン式橋台（A2）
- 総鋼重 - 749.052 t
- 施工 - 松尾橋梁[注釈 1]
- 架設工法 - ケーブルエレクション直吊り工法

## 歴史
1981年（昭和56年）に着工され、4年後の1984年（昭和59年）12月18日に開通した。